# Vroege berkenmineermot
De vroege berkenmineermot (Stigmella lapponica) is een vlinder uit de familie dwergmineermotten (Nepticulidae). De wetenschappelijke naam is voor het eerst geldig gepubliceerd in 1862 door Wocke.
De soort komt voor in Europa.